# 勒特爾格拉本河 (羅拉赫河支流)
49°00′14″N 10°44′12″E / 49.00390°N 10.73659°E
勒特爾格拉本河是德國的河流，位於該國東南部，由巴伐利亞負責管轄，屬於羅拉赫河的左支流，河道全長1.4公里，流域面積2.1平方公里，流經魏森堡-貢岑豪森縣。